# .nu
.nu és el domini de primer nivell territorial (ccTLD) de l'illa de Niue. Fou un dels primers ccTLDs que es va promocionar a Internet en general com a alternativa als dominis genèrics .com, .net, i .org. Jugant amb la semblança fonètica en anglès entre nu i new, es va promocionar com a "nou" domini de primer nivell on hi havia molts noms bons lliures.

## Administració
Fins a mitjans de 2013, la Fundació IUSN (Internet Users Society - Niue) administrava el domini amb la finalitat de donar serveis per a Niue, com la connexió gratuïta a Internet per a tot el país, incloent els ordinadors. El 2003 van establir connectivitat WiFi en diferents punts del país, nomenant-se la "primera nació WiFi".
Des del 2 de setembre de 2013, el domini el gestiona la mateixa organització que el .se.

## Conflicte sobre l'administració
El govern de Niue, basant-se en l'esmena a la llei de comunicacions de l'any 2000, que declara que ".nu és un recurs nacional, l'autoritat principal del qual és el govern de Niue", està intentant de recuperar el domini, que es troba en mans privades.
El govern va contractar un advocat americà per fer les gestions, al·legant que: "l'any 1997, la IANA, sense l'aprovació del govern de Niue, va delegar el domini de primer nivell de Niueu a un empresari, William Semich, que viu als Estats Units. En aquell moment, el conseller del govern era un antic voluntari del Peace Corps, Richard Saint Clair. El Sr. Saint Clair va dir el govern que el nom no volia dir res, que no tenia valor ni significat, i que no s'hi podia fer res. Al cap de poc, Mr. Saint Clair va plegar de la seva posició com a conseller i va passar a treballar a l'organització de Mr. Semich, IUSN. El govern de Niue treballa des de llavors per recuperar el seu domini.(…)"
Segons un informe del 2008, el nombre de dominis a .nu és de 200.000, que a 30 euros per any per al domini estàndard, representa un volum de negoci de 6 milions d'euros en tarifes de registre, similar al PNB estimat de tot Niue - uns 7 milions d'euros.

## Ús del .nu
El domini .nu és especialment popular a Suècia, Dinamarca, els Països Baixos i Bèlgica, perquè nu vol dir "ara" en suec, danès i neerlandès - ideal per a jocs de paraules. En part degut a les regles restrictives que tenia el domini .se, de Suècia, .nu es va utilitzar per a webs promocionals com ara www.tv.nu per dir el que fan a la televisió en cada moment, i als Països Baixos per a webs com ara waarbenjij.nu, que vol dir "on ets.ara"? en neerlandès.

## Política de revocació de dominis
Els noms de domini .nu es poden esborrar sense dret a devolució dels diners per mostrar pornografia infantil, implicació en phishing, spamming, robatori d'email, abús de motors de cerca, o qualsevol finalitat il·legal.

## Preus
Els noms de domini poden ser d'un sol caràcter, però es paga una prima de 500 euros l'any, i 250 euros per noms de domini de dos caràcters; el preu normal és de 30 euros l'any, encara que alguns registradors tenen noms de dues lletres a preu de llargada normal. El juny de 2008 es van començar a permetre noms de domini només numèrics.